# Беседка ветров
Беседка ветров — достопримечательность Южного Берега Крыма. Установлена на обрывистом краю яйлы (1423 метра над уровнем моря) в 1956 году. В 1998 году реконструирована. Представляет собой каменную колоннаду под куполом. На полу «Беседки Ветров» выложена мозаика, которая изображает розу ветров. Здесь часто дуют сильные ветра (до 40 м/с).
Беседка Ветров расположена на Гурзуфской яйле на краю скалистого обрыва. Вершина, на которой она расположена, называется Шаган-Кая (в переводе с крымскотатарского — соколиная скала). Беседка была построена в 1956 году. Она представляет собой каменную колоннаду под куполом. Диаметр колоннады примерно 4 метра, высота беседки 6 метров. На полу выложена мозаика, изображающая розу ветров, отсюда и пошло название беседки. В этом месте часто дуют сильные ветры, скорость которых доходит до 40 м в секунду. Находится на территории заповедника. Выкрашенная в белый цвет, Беседка ветров в ясную погоду видна из Гурзуфа. К западу от «беседки ветров» в честь 10-летия независимости Украины установлен большой деревянный крест высотой около 6 метров. Из самой «Беседки Ветров» открывается изумительный по красоте вид на Аю-Даг, Гурзуф, Партенит, южный склон гор, а также на Чёрное море. В ясную погоду море отсюда просматривается примерно на 150 километров.